# Hannover Scorpions (2013)
Die Hannover Scorpions sind ein in Mellendorf beheimateter Eishockeyclub. Der Club wurde 2013 in Langenhagen gegründet, als der DEL-Club Hannover Scorpions seine DEL-Lizenz an die Schwenninger Wild Wings verkaufte. Die Mannschaft spielt seit ihrer Gründung in der Oberliga Nord.

## Geschichte
Nach dem Verkauf der DEL-Lizenz der Hannover Scorpions wurde die Hannover Scorpions Eishallen- und Spielbetriebs GmbH gegründet, die ihre Teilnahmeberechtigung für die Oberliga Nord vom Verein SC Langenhagen übernahm. Nachdem 2013/14 die Meisterschaft der Oberliga Nord erreicht wurde, konnte sich die Mannschaft in der Finalrunde der Oberligen im Norden mit Platz 2 in ihrer Gruppe hinter EV Duisburg nicht für die Auf- und Abstiegsrunde der DEL2 qualifizieren. In der Saison 2014/15 erreichte die Mannschaft nach Platz 2 in der Vorrunde der Oberliga Nord in den Oberliga Nord Play-offs erneut der Meistertitel der Oberliga Nord, wo die Mannschaft in den Oberliga-Play-offs im Viertelfinale gegen die Mannschaft der Icefighters Leipzig mit 1:3 ausschied. Als Spielort diente in dieser Zeit die Eishalle Langenhagen mit 1450 Plätzen.
Anfang März 2017 kam es zur Fusion mit den ESC Wedemark Scorpions, betrieben wird die „wiedervereinigte“ Mannschaft von der zu diesem Zweck neugegründeten Hannover Scorpions Eishockey GmbH, Heimspielstätte wurde Wedemark. Die Hannover Scorpions wurden zuvor von der Hannover Scorpions GmbH & Co. KG geleitet, Stammverein war der SC Langenhagen. Hauptpersonen bei der Anbahnung und beim Vollzug der Fusion der beiden benachbarten Scorpions-Mannschaften waren Eric Haselbacher, Kay Uplegger, Jochen Haselbacher und Marco Stichnoth. Eric und Jochen Haselbacher übernahmen die sportliche und geschäftliche Leitung innerhalb der neuen GmbH.

## Zuschauer
| Zuschauerstatistik der letzten Jahre |             |                         |
| Saison                               | Heimspiele1 | Zuschauer pro Spiel     |
| 2024/25                              | 33 (22/11)  | 1.329 (Playoffs: 2.113) |
| 2023/24                              | 22 (22/–)   | 1.254                   |
| …                                    | …           | …                       |
| 2020/21                              | 28 (20 / 8) | –                       |
| 2019/20                              | 22 (22/–)   | 1.193                   |
| 2018/19                              | 31 (24/7)   | 1.119                   |
| 2017/18                              | 30 (23/7)   | 1.162                   |
| 2016/17                              | 22 (22/–)   | 785                     |
| 2015/16                              | 22 (21 / 1) | 909 (913/816)           |
| 2014/15                              | 23 (16 / 7) | 970 (986/933)           |
| 2013/14                              | 21 (16 / 5) | 1.508                   |

1Die in den Klammern angegebenen Zahlen, stehen für die Heimspiele während der Saison und der Play-offs.